# Chapelle des Espagnols

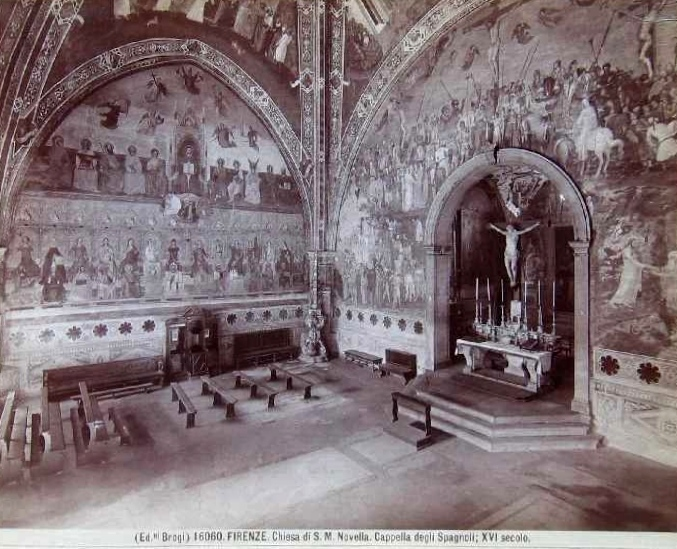
Photographie par Carlo Brogi.

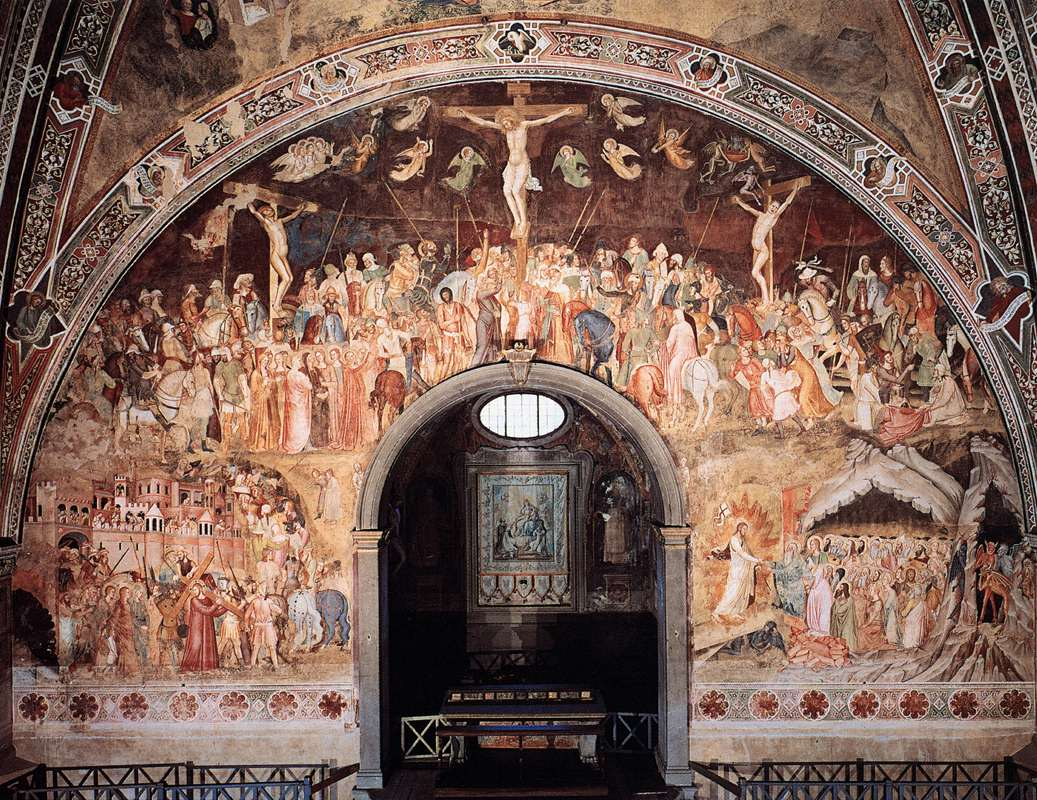
L'autel dans l'abside et l'emplacement actuel du crucifix.

La chapelle des Espagnols (en italien : cappellone degli Spagnoli) est l'ancienne salle capitulaire du Chiostro Verde de la basilique Santa Maria Novella à Florence en Italie. Célèbre pour le riche cycle de fresques d'Andrea da Firenze (surnom d'Andrea di Bonaiuto) (1365-1367), elle prit son nom actuel en 1566, lorsqu'elle est cédée à la colonie d'Espagnols qui s'y rassemblaient depuis l'arrivée dans la ville d'Éléonore de Tolède, mariée à Cosme Ier de Toscane en 1539.
On y accède depuis le Chiostro Verde ; elle fait aujourd'hui partie du complexe du musée de Santa Maria Novella.

## Histoire
La chapelle est plus ou moins contemporaine de la dernière phase de construction de la basilique, et a été construite entre 1343 et 1355 environ par Fra' Jacopo Talenti, également auteur du campanile. Elle a été financée par un legs testamentaire de Buonamico Guidalotti, dit Mico, dont les armoiries figurent à la base de la voûte, juste au-dessus des piliers latéraux pour être dédiée à saint Thomas d'Aquin. En plus de laisser une somme pour couvrir les frais de construction, Guidalotti a également œuvré pour l'orner de fresques, qui n'ont été réalisées qu'une dizaine d'années après l'achèvement des travaux de construction. Il est cependant possible que des peintres d'origine florentine ou siennoise aient commencé à y travailler auparavant, et que leur travail ait fini par être couvert par le cycle définitif que l'on peut encore voir aujourd'hui.
Le cycle de fresques relatant des épisodes de l'ordre des Prêcheurs date de 1365-1367 ; le nom actuel du lieu vient du lieu de culte des Espagnols de la suite d'Éléonore de Tolède, venue épouser Cosme Ier de Médicis au XVIe siècle.
Les fresques sont peintes de 1365 à 1367, par Andrea di Bonaiuto et divers collaborateurs, sous le prieuré de Zanobi Guasconi, avec un programme iconographique déjà défini par le précédent prieur, Fra' Jacopo Passavanti. Elles représentent la Passion du Christ, la mort et la résurrection de Jésus, la mission de l'ordre dominicain dans l'Église de diffuser et de soutenir la doctrine du sacrifice divin et, sur le mur d'entrée, les événements de la vie de saint Pierre de Vérone, actif également à Florence dans la prédication vers le milieu du XIIIe siècle.
La destination des services religieux pour les Espagnols est décrétée par Cosme Ier de Toscane en 1566 en faveur de son épouse espagnole Éléonore de Tolède : la décoration de la scarcella (it) (abside) avec l'autel date de cette époque, avec des fresques sur les murs et sur la voûte du cercle d'Alessandro Allori, ainsi que le retable représentant Saint Jacques conduit au martyre guérit un paralytique par la main du maître (1592).
En 1735-1736, Agostino Veracini restaure les peintures en en repeignant de grandes parties, en respectant à minima le style du XIVe siècle. Une restauration importante est effectuée entre 1960 et 1965, seulement un an après les inondations de Florence de 1966 qui ont causé d'importants dégâts, rendant nécessaires de nouvelles restaurations, à la fin desquelles les fresques se sont présentées avec une splendeur retrouvée.
Le polyptyque de Bernardo Daddi, aujourd'hui dans une salle voisine du musée, se trouvait sur cet autel.

## Description

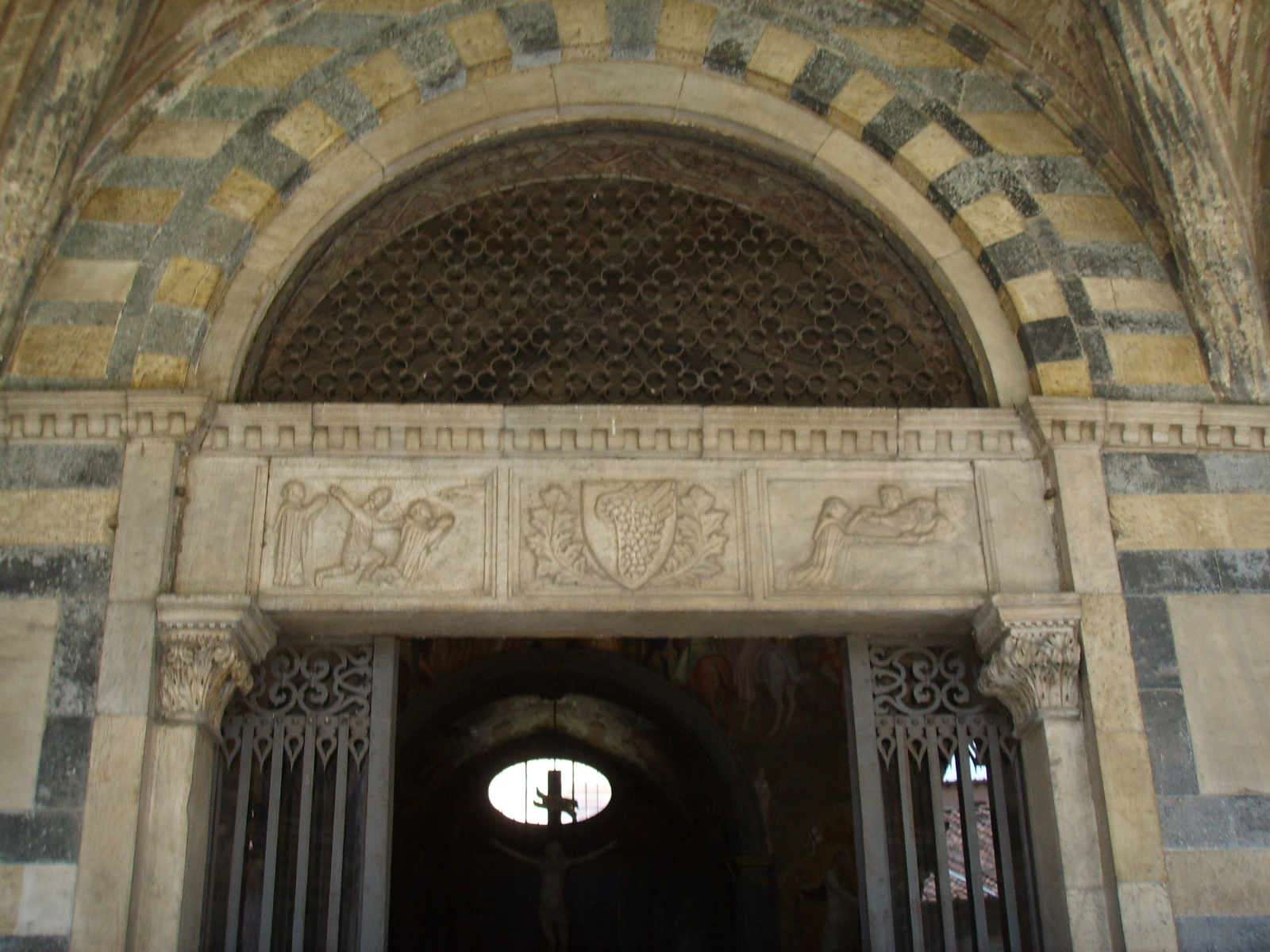
Portail d'accès.

Un portail avec une architrave sculptée, peut-être l'œuvre de Talenti lui-même, avec le Martyre et L'Ascension de saint Pierre martyr permet d'accéder à la chapelle. L'éclairage est assuré par une élégante fenêtre à meneaux vers le cloître, et par un oculus sur l'autel.
La voûte d'ogive couvre une grande salle unique carrée, soutenue par quatre piliers octogonaux dans les angles. De forme rectangulaire, vers l'ouest, elle présente la scarcella contenant l'autel et un crucifix en marbre de Domenico Pieratti du début du XVIIe siècle, offert en 1731 par Jean-Gaston de Médicis. Sur l'autel se trouvait autrefois le polyptyque de Bernardo Daddi, aujourd'hui exposé au réfectoire.
Les décorations remontent à 1592 et ont été réalisées par Alessandro Allori et Bernardino Poccetti. Au premier sont attribués, avec l'utilisation des aides de l'atelier, le retable sur le mur du fond, avec Saint Jacques conduit au martyre qui guérit un paralytique, et les six saints espagnols peints à fresque sur les murs latéraux, surmontés de scènes monochromes de leur vie :  à gauche, Saint Vincent Ferrer et Saint Herménégilde, au centre Saint Laurent et Saint Dominique, et à droite Saint Vincent martyr et Saint Isidore, ce dernier avec une représentation de la Bataille du roi Ramiro au centre, qui fit vaincre par les Espagnols le calife Abd al-Rahman III, grâce à l'intercession de Jacques de Zébédée.
Poccetti est responsable de la voûte, avec des Scènes de la vie de saint Jacques, les armoiries de l'Espagne et les allégories de la Prière, de la Religion et des Quatre Continents.
Les pierres tombales sur le sol remontent également à cette période, toutes faisant référence à des nobles espagnols qui vivaient à Florence, à l'exception de la plus ancienne devant les marches de l'autel, qui est celle du bienfaiteur Mico Guidalotti.

## Cycle de fresques
Le thème du cycle de fresques est l'exaltation de l'ordre dominicain, notamment au regard de la lutte de l'hérésie pour le salut du christianisme.

### Voûte
Dans chacun des voiles est représentée :
- La Navicella de saint Pierre Apôtre ;
- La Résurrection ;
- L'Ascension ;
- La Pentecôte.

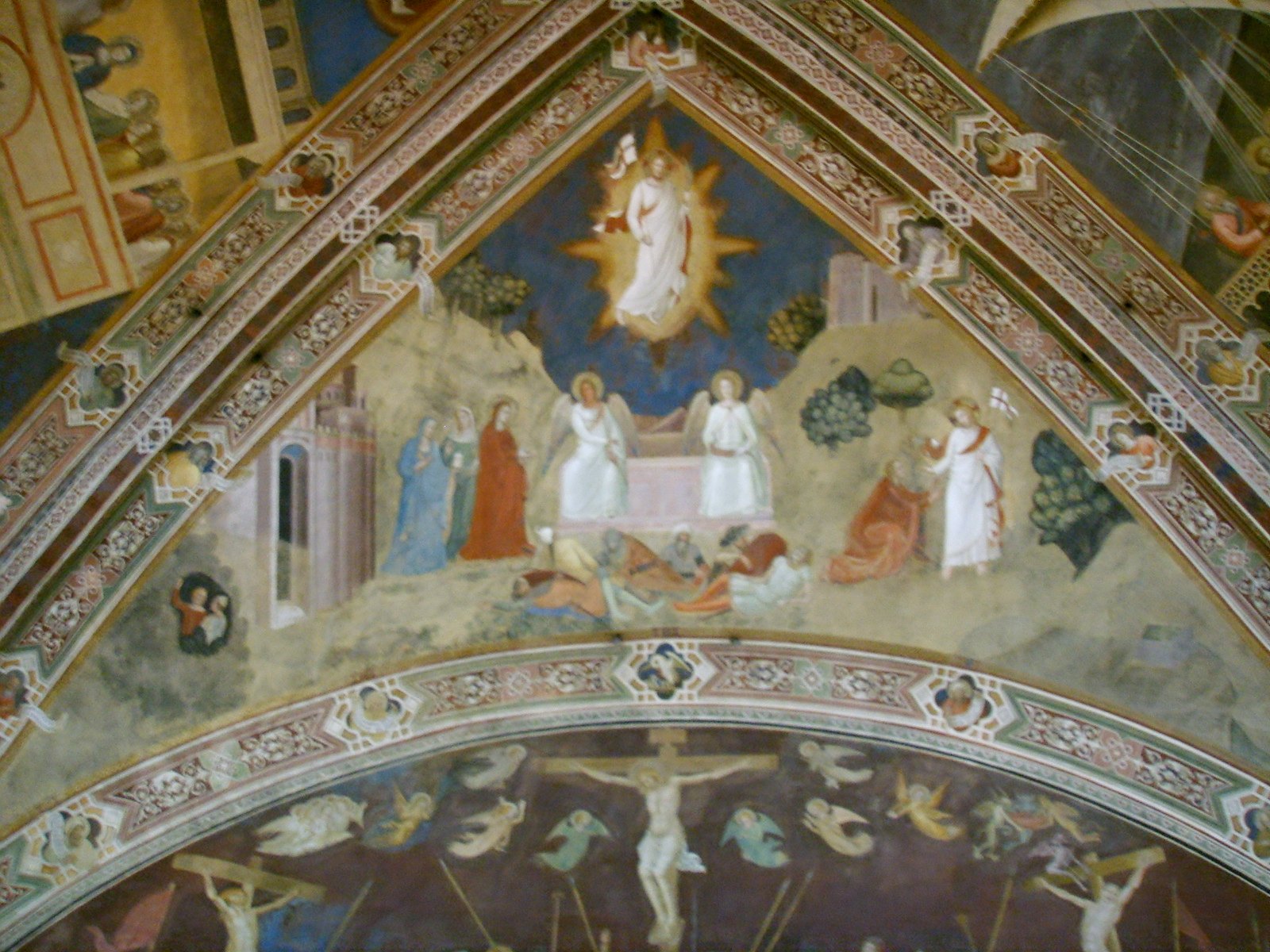
Voile de la Résurrection.
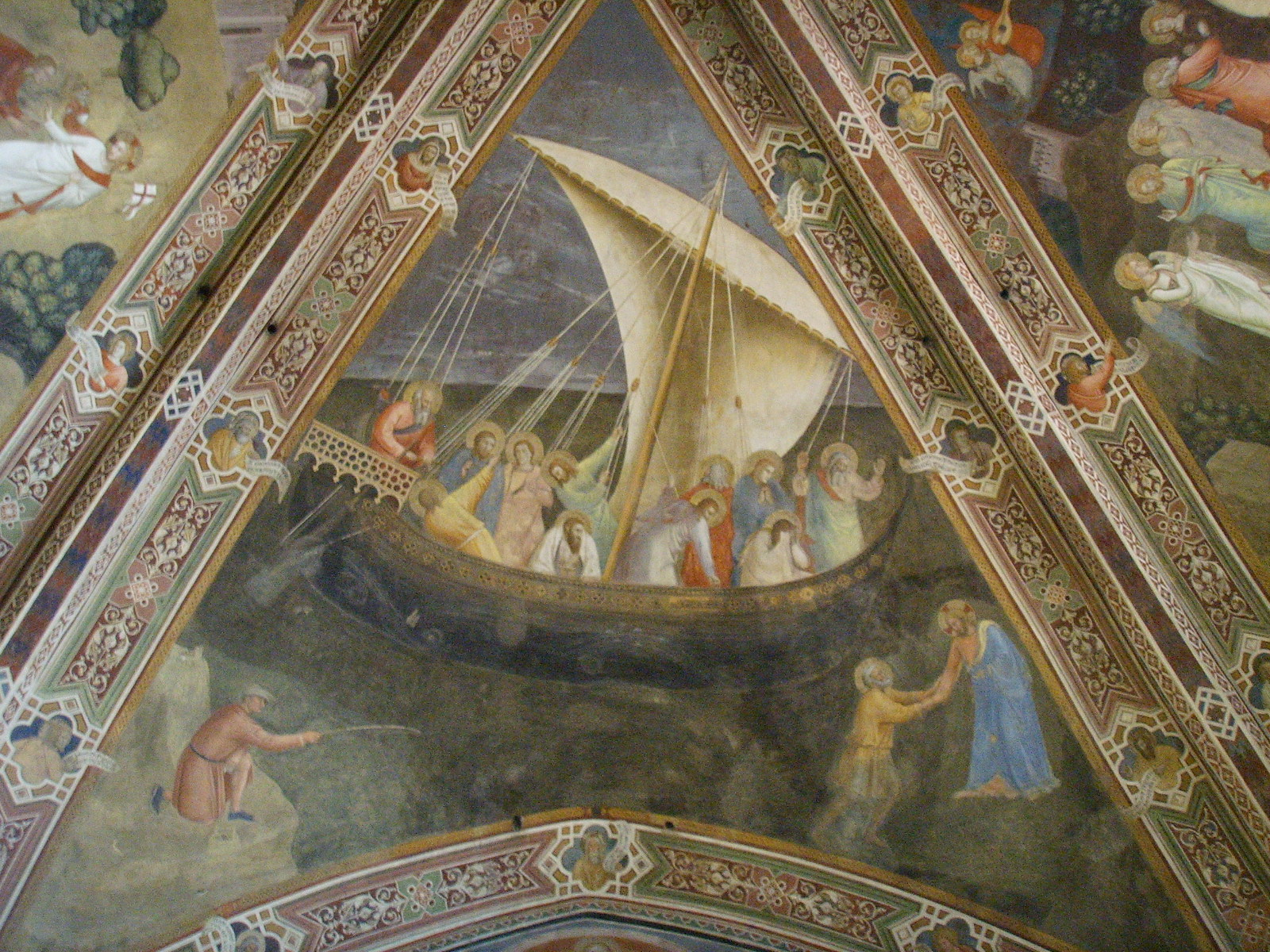
Voile de la Navicella de saint Pierre.
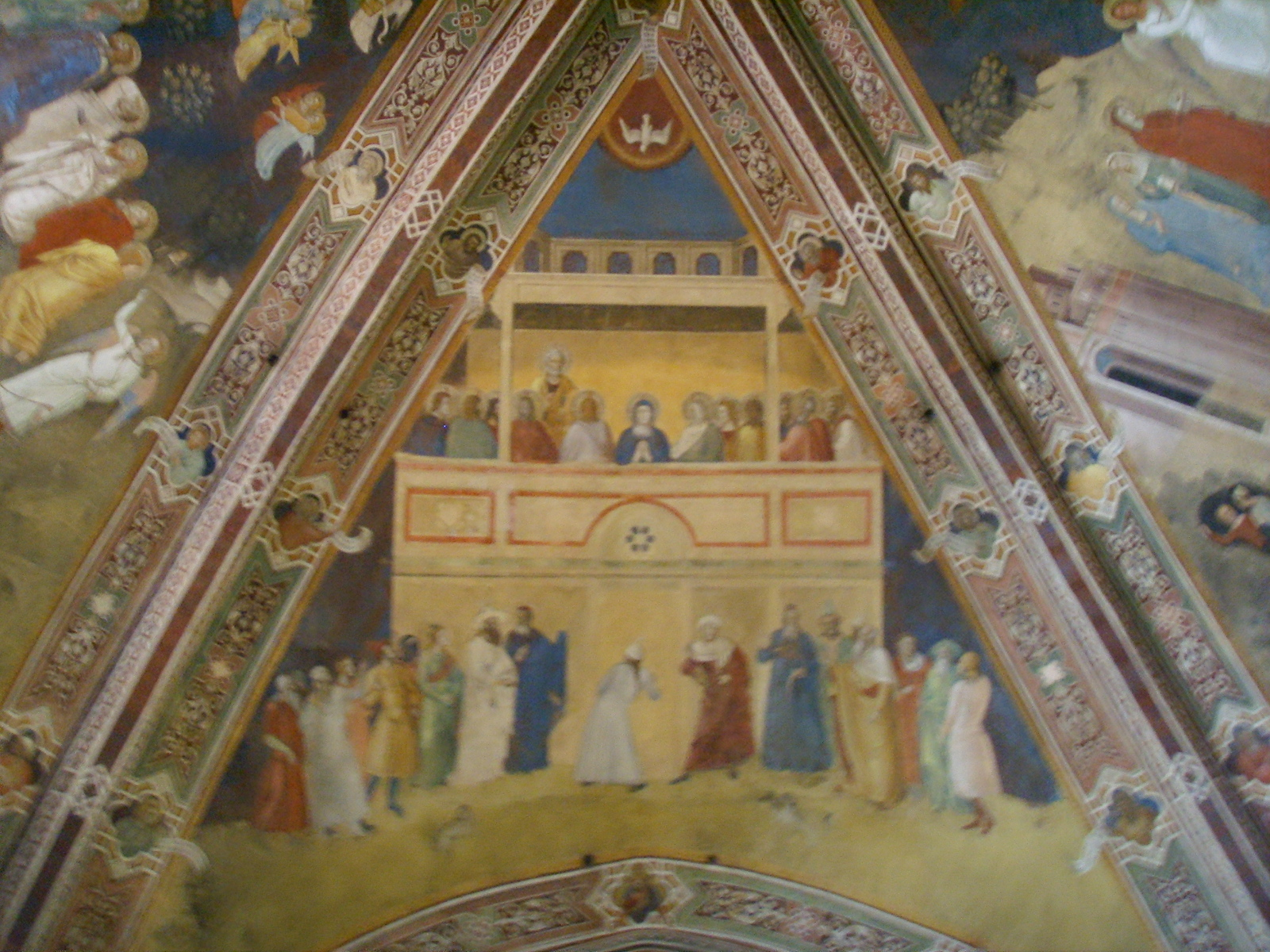
Voile de la Pentecôte.
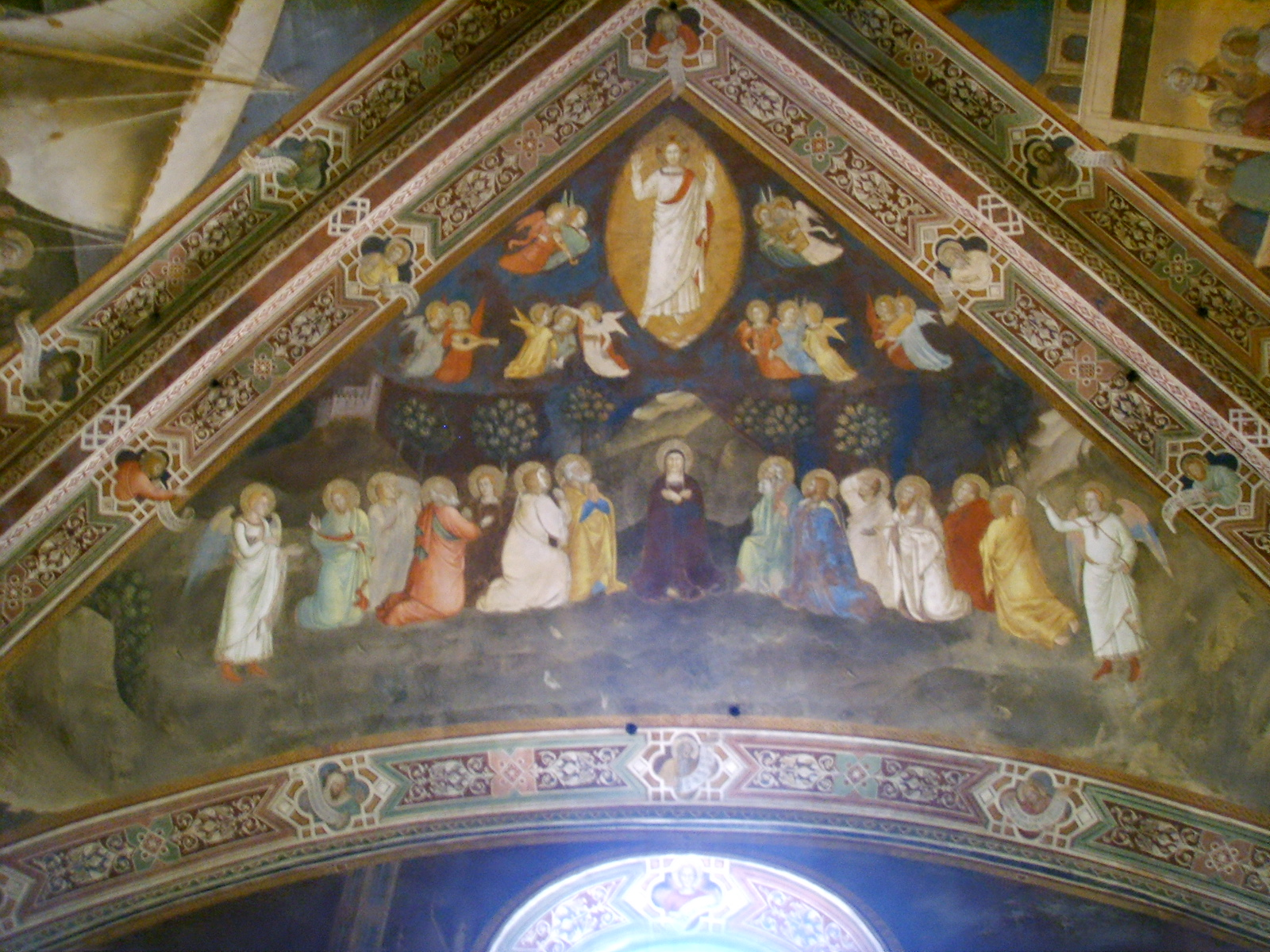
Voile de l'Ascension.

### Murs

#### Mur en face de l'entrée (avec l'ouverture absidiale):La Passion
Sur le mur opposé à l'entrée, des Scènes de la Passion du Christ sont représentées dans un seul espace, comme la Montée au Calvaire (à gauche), la Crucifixion (en haut au centre) et la Descente aux Enfers (à droite).

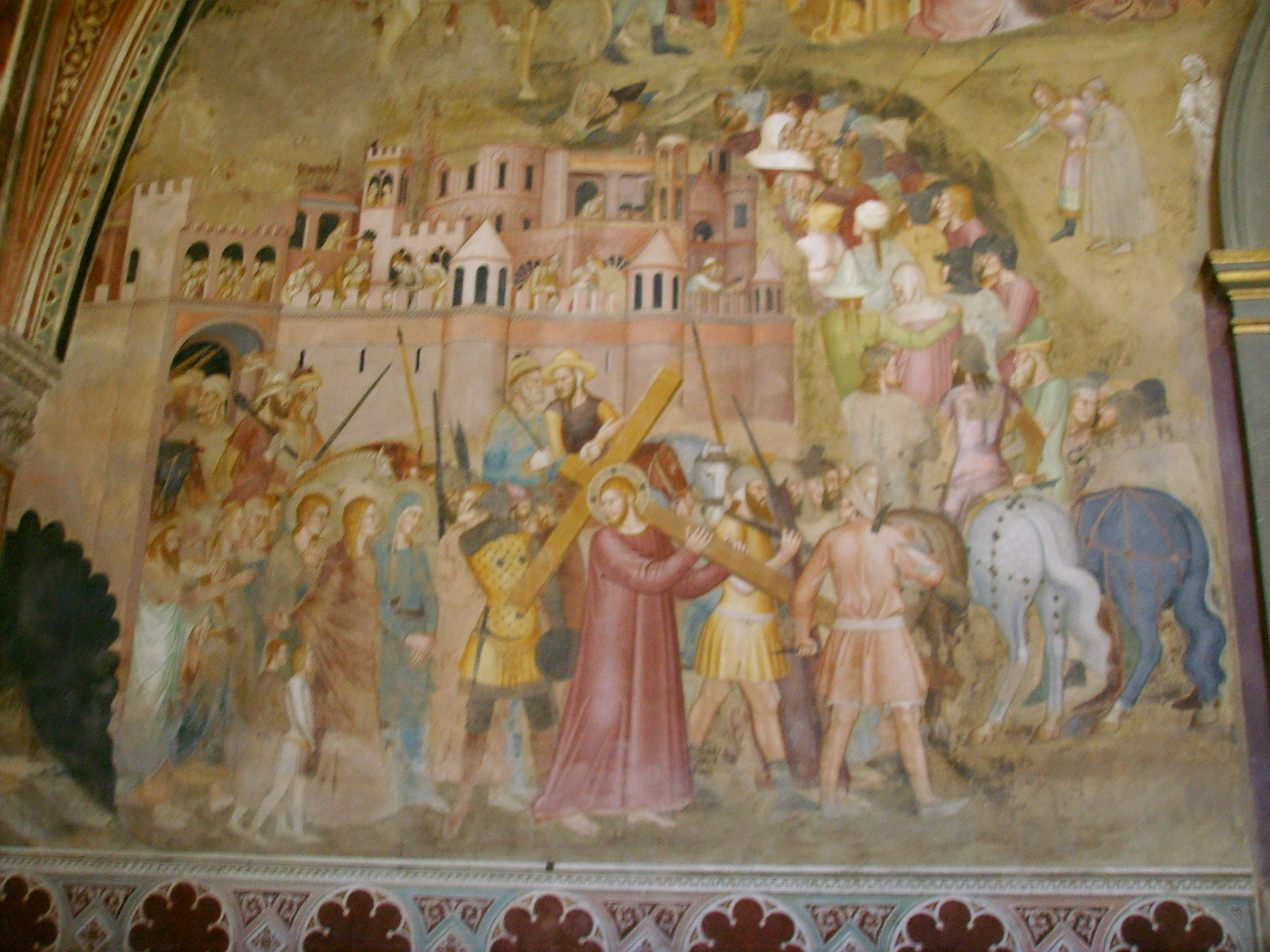
Montée au Calvaire.
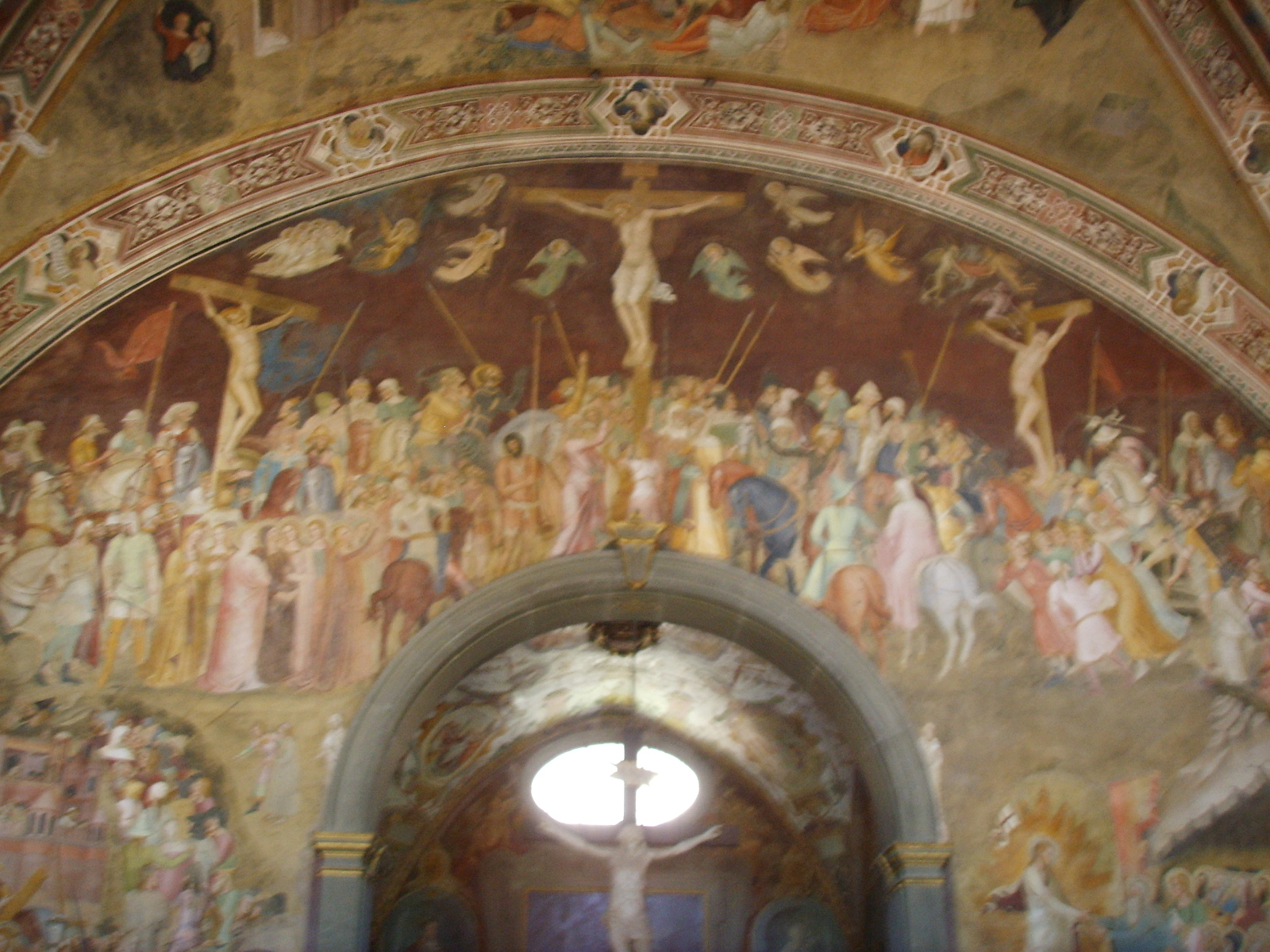
Crucifixion.
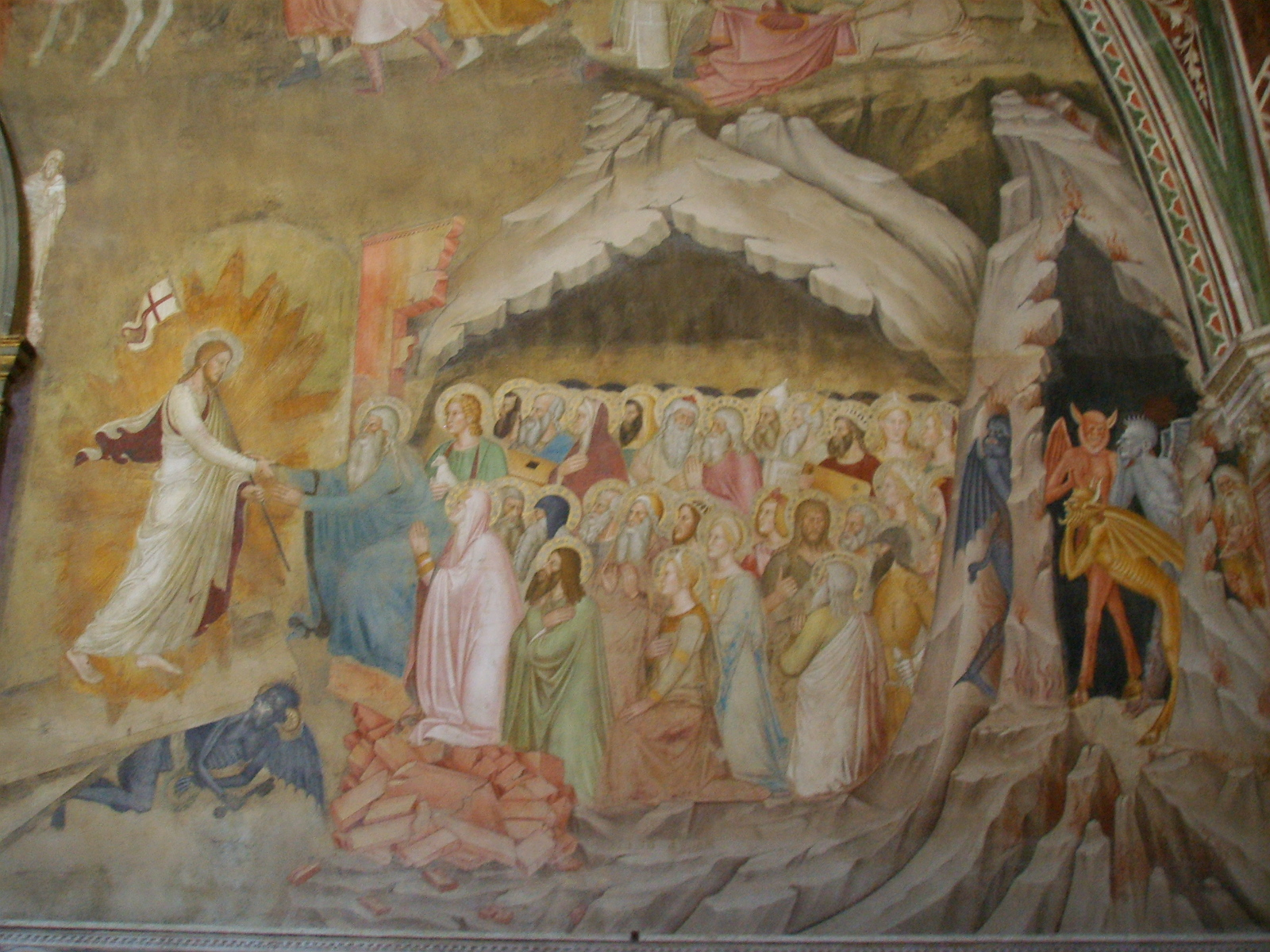
Descente aux Enfers.

#### Mur de gauche:Triomphe de saint Thomas d'Aquin
Sur le mur de gauche, se trouve le Triomphe de saint Thomas d'Aquin, avec le père scolastique, sur un trône majestueux au centre de la composition, entouré des personnifications volantes des Vertus théologales (Foi, Espérance et Charité, au-dessus) et cardinales (Tempérance, Prudence, Justice et Force, en-dessous) et avec les grands hérétiques vaincus à leurs pieds : Sabello ou Nestorius, Averroès et Arius.
À côté de lui se trouvent les auteurs bibliques, de gauche à droite, Job, David, Paul de Tarse, les évangélistes Marc, Jean, Matthieu et Luc, Moïse, Isaïe et Salomon (roi d'Israël).
Au registre inférieur se trouvent quatorze stalles décorées, dans lesquelles siègent les personnifications féminines des sciences sacrées (à gauche) et des arts libéraux (à droite) ; au pied de chacune desquelles se trouve un illustre représentant. Chacun d'eux est protégé par une planète, selon une tradition pythagoricienne reprise au Moyen Âge par Michael Scot, Thomas d'Aquin et Dante. Ils s'alignent ainsi à partir de la gauche :

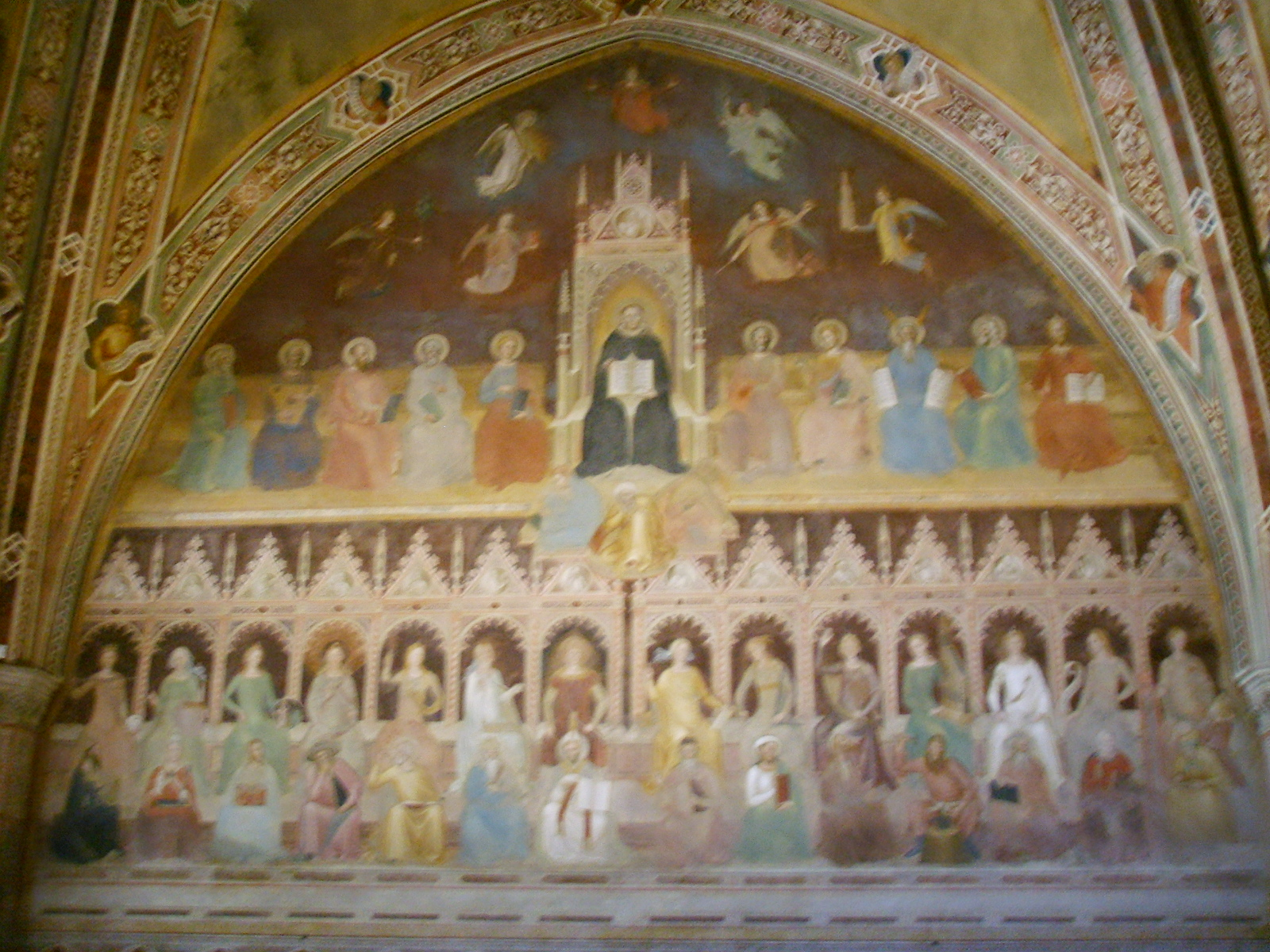
Triomphe de saint Thomas d'Aquin.

1. La Loi civile et Justinien Ier.
2. La Loi canonique et Clément V.
3. La Philosophie et Aristote.
4. Les Écrits sacrés et saint Jérôme de Stridon.
5. La Théologie et saint Jean Damascène.
6. La Contemplation et saint Denys l'Aréopagite.
7. La Prédication et saint Augustin d'Hippone.
8. L'Arithmétique et Pythagore.
9. La Géométrie et Euclide.
10. L'Astronomie et Claude Ptolémée (l'astronome confondu, comme d'habitude, avec le souverain, il a la couronne).
11. La Musique et Tubal-Caïn.
12. La Dialectique et Jean XXI (au-dessus, dans le tympan, Mercure sous les traits du dieu babylonien Nabû, inventeur de l'écriture et protecteur des professions qui s'y rattachent).
13. La Rhétorique et Cicéron en habit romain.
14. La Grammaire, accompagnée d'écoliers avec Priscien de Césarée.

#### Mur de droite: laVia Veritas
Les fresques sur les deux murs latéraux sont les plus célèbres. À droite la Via Veritas, ou l'Église militante et triomphante, allégorie encyclopédique complexe du triomphe, de l'œuvre et de la mission des dominicains. En bas à gauche, les autorités religieuses trônent devant une maquette de la cathédrale Santa Maria del Fiore, qui curieusement a déjà une apparence presque définitive, bien que personne ne sache encore construire son immense dôme. On pense que l'aspect peint n'est que d'après un modèle préparé par certains artistes dont Bonaiuti en 1367, puis effectivement réalisé, mais avec d'autres maîtres bâtisseurs. Revenant à l'église religieuse, « militante », au centre, figurent le pape (peut-être Benoît XI) et de l'empereur (peut-être Charles IV (empereur du Saint-Empire)), un cardinal et évêque dominicain, et le roi de France. À côté d'eux d'autres religieux et hommes et femmes de toutes conditions sociales, représentent le troupeau des chrétiens. La tradition veut qu'il y ait des portraits de personnages de l'époque : les peintres Cimabue et Giotto di Bondone, les architectes Arnolfo di Cambio et Lapo Tedesco, et les poètes Dante, Pétrarque et Boccace, chacun accompagné de sa bien-aimée, respectivement Béatrice Portinari, Laure de Sade et Fiammette ; enfin la bienheureuse dominicaine Villana de' Botti, enterrée à Santa Maria Novella.
L'Église militante et triomphante est représentée par la présence de saint Thomas d'Aquin, de saint Dominique et de saint Pierre martyr sur fond du Duomo (anticipant de 35 ans sa construction).
À côté de l'archevêque Simone Saltarelli, le « troupeau » est gardé par des « chiens de Dieu » (Domini canis pour Dominicains, c'est-à-dire les chiens du Seigneur, comme aimaient à se définir les dominicains eux-mêmes), dont la robe pie noire et blanche rappelle les couleurs des animaux. Plus à droite se trouve l'Apostolat de l'Église, qui est une représentation du travail de prédication de l'Évangile et de défense de l'orthodoxie. Les saints Dominique, Pierre martyr et Thomas d'Aquin réfutent en effet les hérétiques et les invitent à abjurer en leur montrant le Livre de la Sagesse. Au pied de cette scène, le même thème est représenté dans une tonalité allégorique : des chiens pourchassant et déchirant loups et renards.
Dans la partie supérieure, toujours à droite, un groupe de jeunes insouciants, pris par la vie mondaine, s'adonnant à la musique, à la danse et à la cueillette des fruits défendus. Cela se passe aux pieds des personnifications de certains vices comme l'Orgueil avec le faucon, la Luxure avec le singe, et l'Avarice (l'homme en robe verte). Le sens du personnage qui joue du violon à gauche de l'Orgueil apparaît moins clair : Timothée Verdon y reconnaît la personnification du Plaisir. Dans ce contexte de distraction du Droit Chemin, un moine dominicain intronisé, plus à gauche, leur donne le sacrement de la confession, leur permettant, grâce à la voie montrée par Dominique, encore plus à gauche, d'accéder au Paradis dont la porte  est gardée par saint Pierre et par des anges qui couronnent les âmes. Dans la partie suivante se trouve le Paradis des bienheureux, qui regardent tous vers le registre supérieur où se trouve le Christ en gloire, entouré de symboles apocalyptiques et de chœurs angéliques.

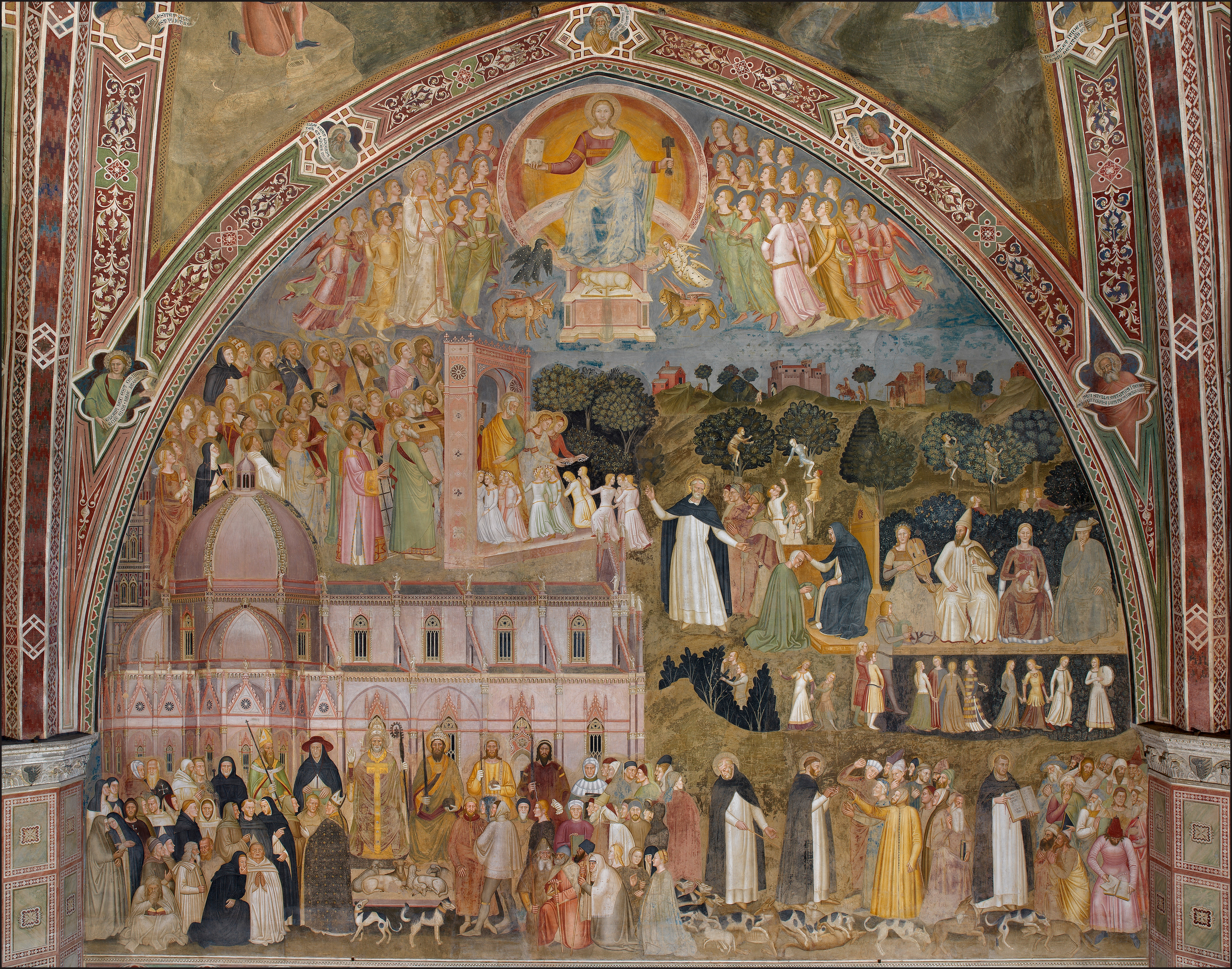
L'Église militante et triomphante.
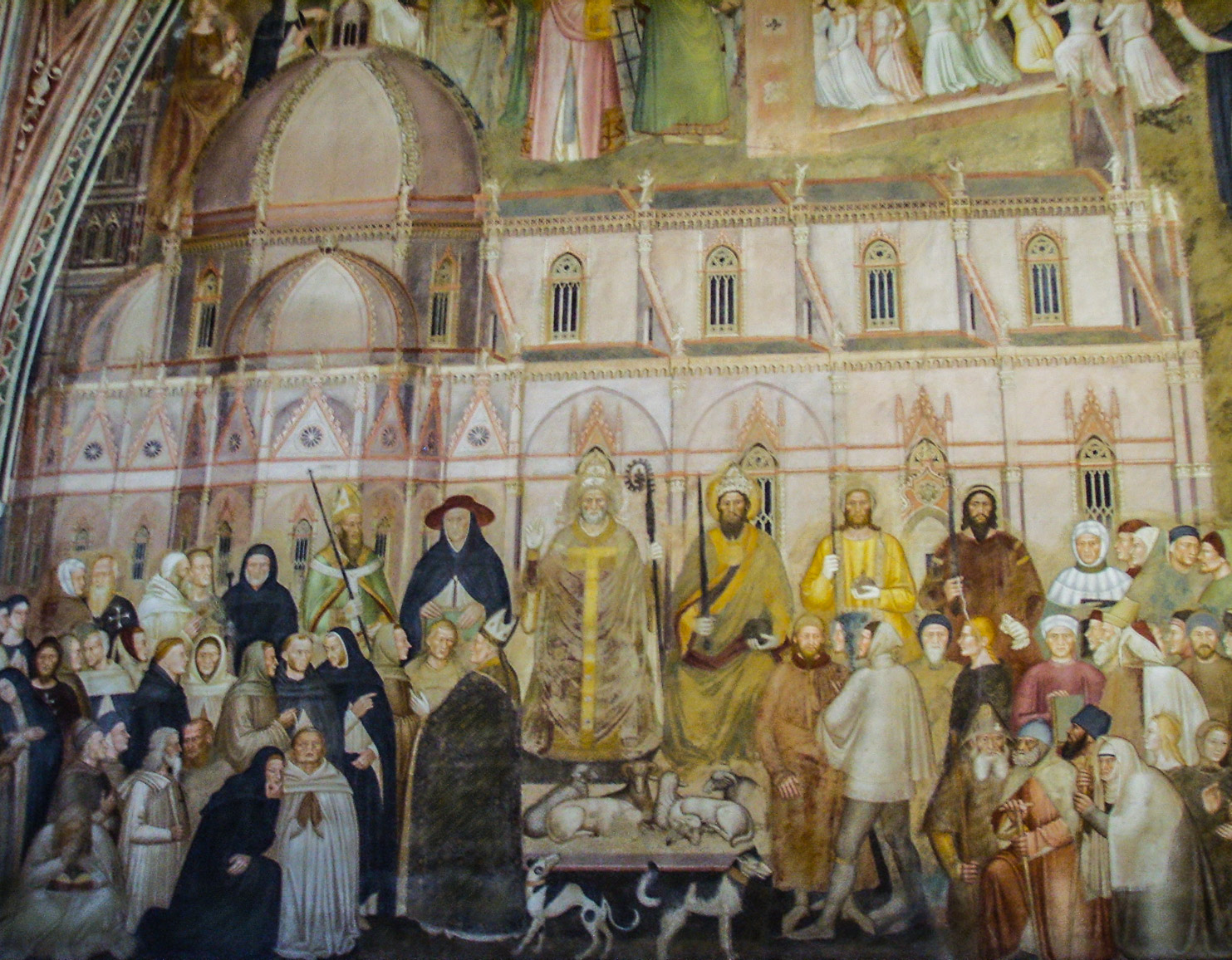
Parmi les personnages on peut reconnaître le pape Innocent VI, le cardinal Albornoz, l'empereur Charles IV, Giotto, Dante, Pétrarque et Boccace ainsi que Laure, Béatrice et Fiametta.

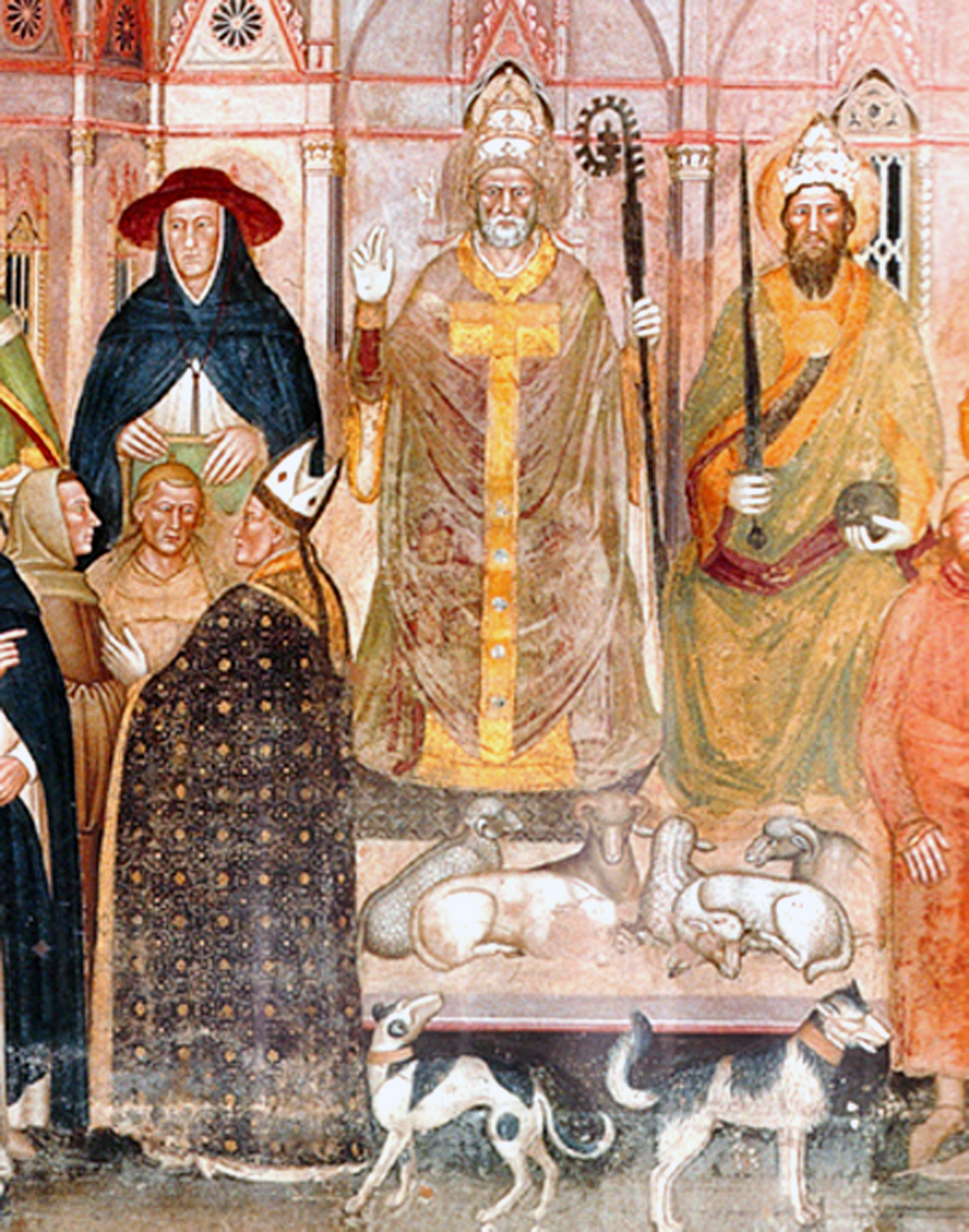
L'archevêque Simone Saltarelli, est représentée aux pieds d'Innocent VI, en train d'admonester Guillaume d'Ockham et Michel de Césène. À gauche et à droite du pape se trouvent le cardinal Albornoz et Charles IV de Luxembourg[3].
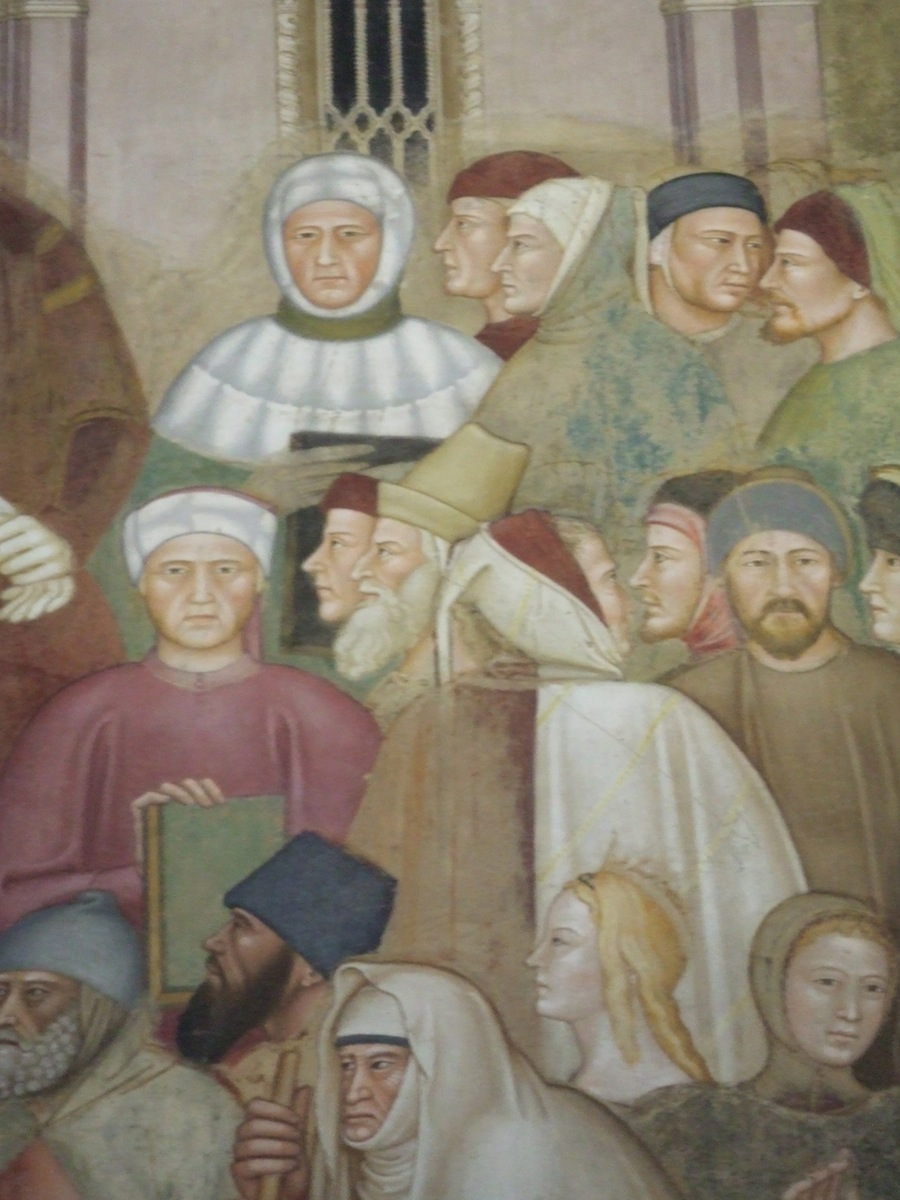
(Voir le détail de la localisation des visages sur Commons).

#### Mur de l'entrée:Histoires de saint Pierre de Vérone
L'envers du mur d'entrée, le plus incomplet, est décoré de scènes de la vie de saint Pierre de Vérone, un dominicain qui vécut environ un siècle plus tôt, à l'époque du fondateur de l'ordre Dominique de Guzmán. Pour sa prédication active et sa lutte contre l'hérésie cathare, il a visité de nombreuses villes, dont Florence (où pour contenir toutes les foules qui affluaient pour écouter ses sermons, il fut nécessaire d'agrandir la piazza Santa Maria Novella), jusqu'à ce qu'il soit tué dans une embuscade dans les forêts des environs de Milan. Les scènes encore visibles concernent la Prise d'habit (en haut à gauche), la Prédication (en haut à droite), le Martyre (en bas à gauche), la Vénération de son tombeau à la basilique Sant'Eustorgio à Milan et la Guérison post mortem du paralytique Agata (en bas sur les côtés du portail), et Apparition post mortem à Rufino di Canapiccio malade (en bas à droite). Les grandes lacunes qui ont entraîné la perte de la plupart des fresques sont dues à l'intervention de Cosme Ier et de son épouse Éléonore de Tolède, lors de l'installation d'une tribune pour les fidèles de la communauté espagnole.

## Analyse et style
Les fresques d'Andrea di Bonaiuto sont emblématiques de la période de la seconde moitié du XIVe siècle à Florence, lorsque pour des raisons encore inexpliquées, l'art montrait des signes de schématisme figuratif, d'irrationalité compositionnelle, de déclin inventif, avant la magnificence du gothique international, suivie peu après par la Renaissance.
Andrea met de côté les conquêtes formelles de Giotto di Bondone et de ses écoles, sans utiliser la perspective intuitive et l'agencement réaliste des personnages dans l'espace, sans la spiritualité vivante d'autres auteurs comme Giottino. Il crée des scènes chorales, empreintes d'une humanité diverse, avec une riche variété de genres, de poses et d'attitudes.
À l'instar d'autres artistes très actifs à l'époque, comme Nardo di Cione et Andrea Orcagna, les représentations sont plutôt statiques (géométrie rigide du Triomphe de saint Thomas d'Aquin), l'identification des personnages est épidermique, la narration plus conventionnelle, le goût en général plus archaïque.
Un peu plus de vivacité est retrouvée dans les dernières décennies du siècle par Agnolo Gaddi et Spinello Aretino, mais le seul à Florence capable de développer de manière cohérente l'héritage de Giotto à cette époque, à part Giottino, est Giovanni da Milano.

### Triomphe de saint Thomas
Autre nom donné à la Glorification de saint Thomas d'Aquin, le Triomphe de saint Thomas est une image profondément conceptuelle, théorique et idéologique. La fresque est située dans la salle capitulaire du couvent, lieu de réunion et de disputes doctrinales ; le programme n'est pas destiné à un vaste public, ou tout du moins à un public « populaire » ; établi par les frères du couvent, il figure l'ensemble des idées qui régissent la Somme de saint Thomas. La peinture doit « traduire » le texte en images et la clarté demandée exige une allégorie explicite. Le mur est conçu comme succession paratactique, véritable architecture figurée permettant de visualiser la construction intellectuelle. Il constitue un ensemble élaboré selon les règles connues des imagines agentes des « arts de la mémoire » dominicains, en particulier pour les Vertus et les Arts Libéraux. L'histoire concrète est absente : comme la pensée scolastique, la peinture pose la fixité et la transcendance du Vrai.